# Dominicanenkerk (Santa Justa)

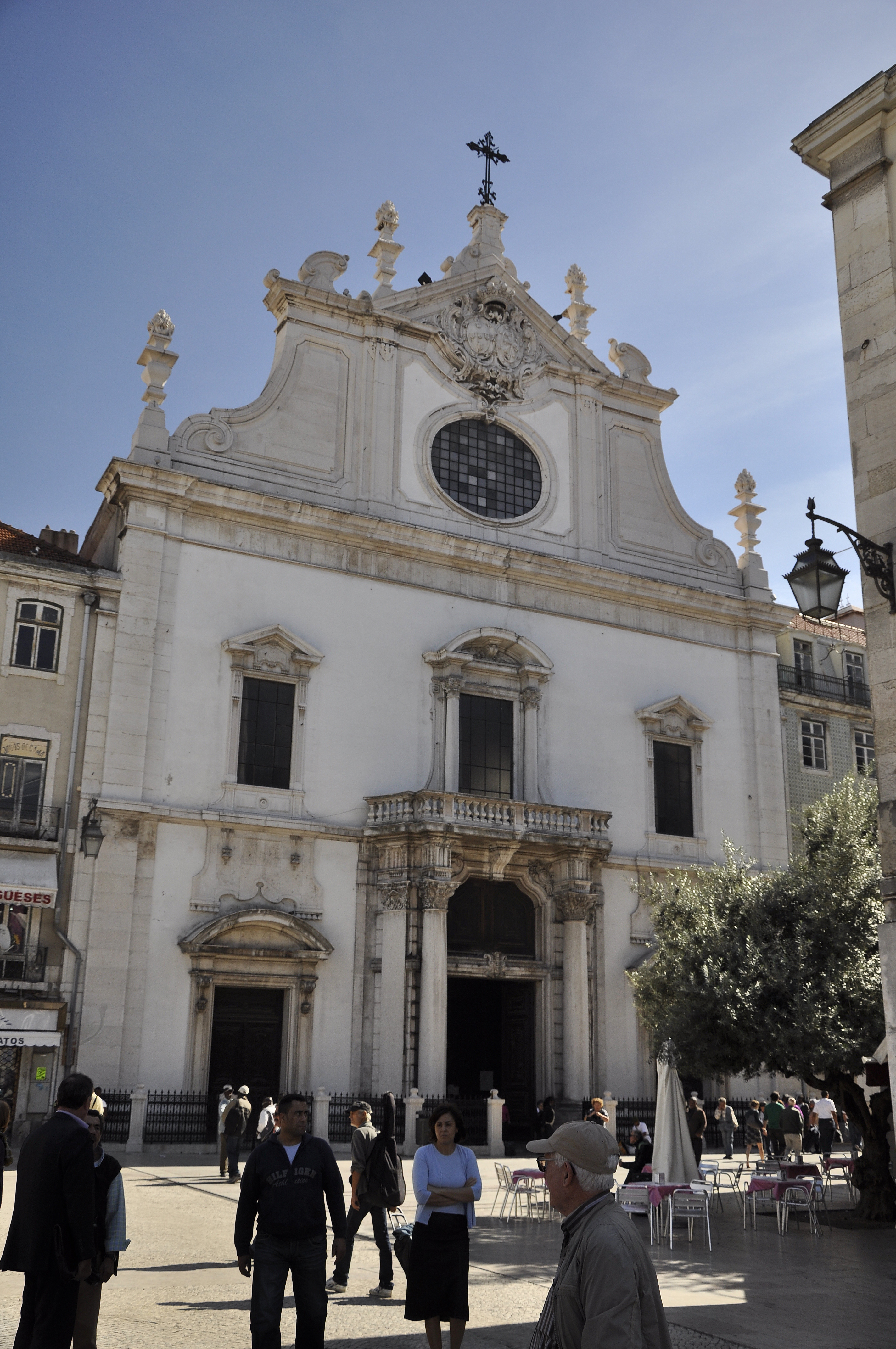
Façade van de Santa Justa

De Dominicanenkerk ((pt) Igreja de São Domingos, ook wel Santa Justa) is een uit 1241 stammende kerk in het centrum van Lissabon. Het gebouw is door de eeuwen heen meerdere malen verbouwd, en tweemaal grondig verwoest, zodat de middeleeuwse oorsprong niet echt in het gebouw terug te vinden is. De kerk maakte eerder deel uit van een (inmiddels verdwenen) Dominicanenkloostercomplex.

## Geschiedenis

### Paaspogrom van 1506
De kerk was op 19 april 1506 het beginpunt van de tegen de Conversos gerichte paaspogrom. Lissabon werd op dat ogenblik geteisterd door de pest en een droogte, en net enkele dagen voor pasen werden in het bezit van enkele voormalig joodse bekeerlingen enkele schapen en ongedesemd brood gevonden, hetgeen de verdenking op ze laadde dat ze niet zo heel erg overtuigd in hun nieuwe katholieke geloof waren. Deze conversos werden op de paaszondag de 19e april vrijgelaten, maar iemand ontwaarde tijdens de ochtendmis in de Santa Justa een typisch schijnsel op een op het altaar geplaatste crucifix, hetgeen door de aanwezige gelovigen verklaard werd als een mirakel, een goddelijke genadeboodschap. Een aanwezige converso maakte de nogal onhandige opmerking dat het schijnsel een reflectie zou kunnen zijn van invallend zonlicht. Zijn gebrek aan geloof kwam hem duur te staan; hij werd door de in de kerk aanwezige vrouwen aan zijn haren de kerk uitgesleurd en op de naastgelegen Rossio door de menigte afgeslacht en op een daar impromptu opgerichte brandstapel verbrand. Twee van de aanwezige Dominicaner monniken, João Mocho van Evora en Bernaldo van Aragon, gaven vervolgens aan dat het wonder uitgelegd moest worden als een oproep alle Marranos af te slachten, en beloofden 100 dagen absolutie aan eenieder die een converso om zou brengen. Ze trokken met de wonderbaarlijke crucifix door de straten van Lissabon, onder het slaken van de kreet "Ketterij! Ketterij!". Het gevolg was een dolgeworden meute, waarbij zich al snel in de havenstad veelvuldig aanwezige zeelieden van Hollandse, Zeeuwse en Franse afkomst aansloten. Het gevolg was een orgie van geweld tegen de conversos; volgens de bronnen zijn er in de drie opeenvolgende dagen tussen de twee- en vierduizend conversos afgeslacht. Toen de Portugese koning Emanuel (die zich op dat ogenblik buiten de stad bevond) dit hoorde greep hij in: de Dominicaner monniken werden ter dood gebracht, en de conversos kregen een beschermde status.
Een in 2006 geplaatst monument voor de kerk herinnert aan deze gebeurtenis.

### Aardbeving van 1755
De uit de vroege middeleeuwen stammende kerk was sedert 1748 al onderhevig aan een grondige verbouwing door de Duitse architect Johann Friedrich Ludwig (die ook verantwoordelijk was voor het Paleis van Mafra) toen deze (op één kapel na) volledig verwoest werd door de aardbeving die Lissabon op 1 november 1755 trof. De herbouw werd voortgezet door de architect Manuel Caetano de Sousa (1738-1802), die de kerk van een zwaar barok uiterlijk voorzag.

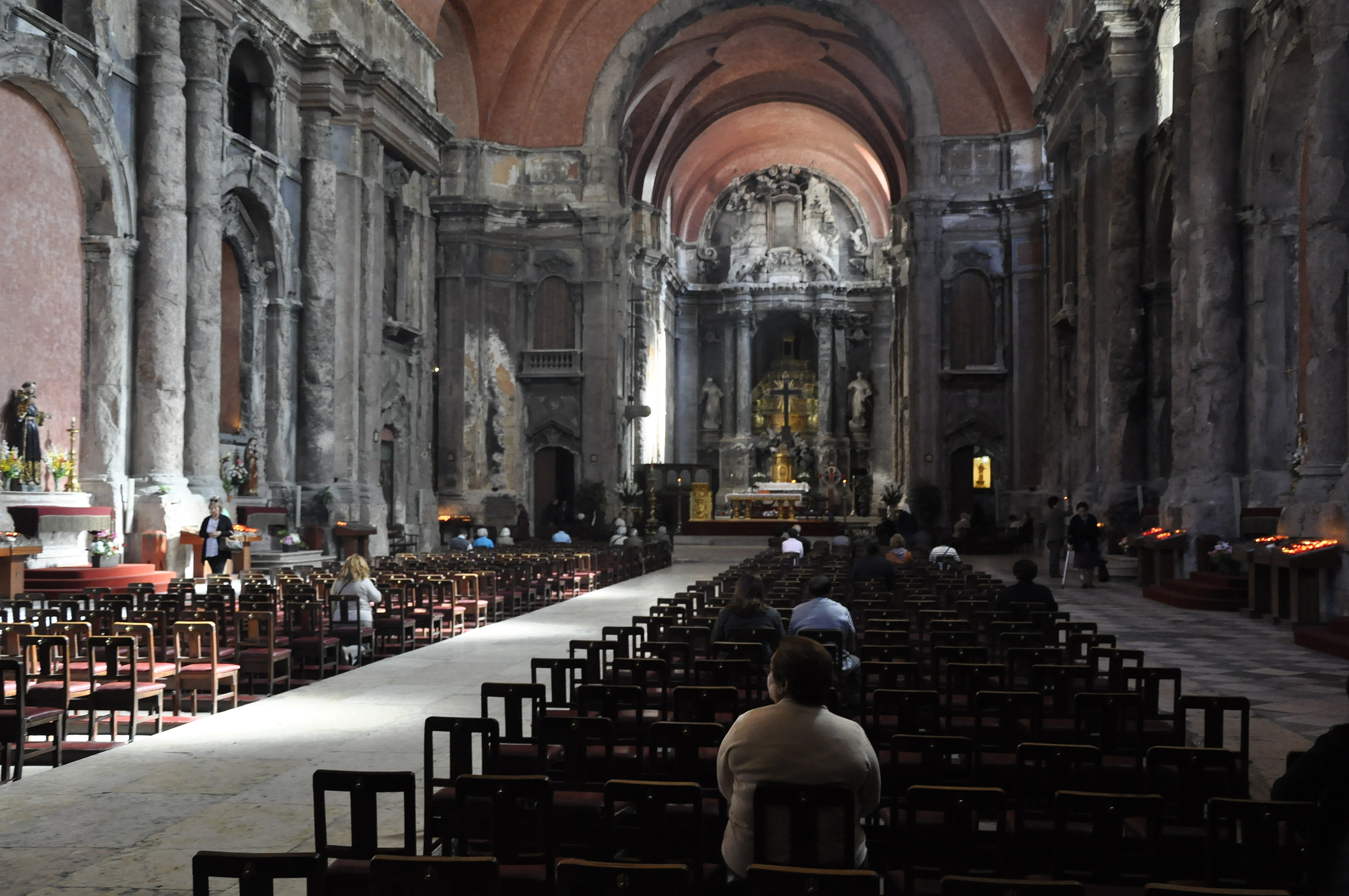
Interieur met sporen van de brand

### Brand van 1959
Het leed was nog niet geleden; de kerk brandde in 1959 geheel en al uit. Het inmiddels sterk verarmde Portugal had geen middelen de kerk geheel en al in zijn oude luister te herstellen. De tot 1994 durende restauratie heeft de brandschade zichtbaar gelaten, de brandsporen op het marmer en de beelden, en de geblakerde pilaren vormen nu een integraal deel van de inrichting hetgeen de kerk een bijzonder somber en spookachtig aanzien geven.

## Inrichting
De kerk is een typische kruiskerk en heeft één, bijzonder breed, schip. Ondanks alle door de eeuwen opgelopen schade is nog steeds de voorheen rijke (en nogal eclectische) versiering terug te zien. De consistoriekamer is in Maniëristische stijl afgewerkt. De crypte is afgewerkt met de typische Portugese Azulejobetegeling.